# He Jun
He Jun (chinês tradicional:何 軍) (Beijing, 3 de março de 1969) é uma ex-basquetebolista chinesa que integrou a Seleção Chinesa Feminina entre os anos de 1992 e 1996 entre os quais conquistou a Medalha de Prata disputada nos XXV Jogos Olímpicos de Verão realizados em 1992 na cidade de Barcelona.